# Genetický drift

Přiblížení příčin genetického driftu na příkladu vybírání kuliček ze skleničky - pokud animace nefunguje, otevřete si samostatný obrázek

V populacích vlivem náhody kolísají frekvence alel. Čím menší je populace, tím rychleji se statisticky alela zafixuje, čili dosáhne stoprocentní nebo nulové frekvence

Genetický drift (též genetický posun) je evoluční proces, při němž dochází k náhodným posunům ve frekvenci jednotlivých alel v populaci. Posun ve frekvenci alel přitom nemá nic společného s vlastnostmi či projevy daného znaku.
Někdy je drift (jakožto „zvláštní druh selekce“, viz směrovaná selekce) dáván do protikladu k tzv. přirozené (nenáhodné) selekci,[zdroj?] která se odehrává na základě vlastností znaku.

## Příčiny
Genetický drift působí na všechny alely ve všech konečně velkých populacích. U nekonečně velkých (tzv. panmiktických) by teoreticky drift nepůsobil a frekvence alel by pouze kolísala oběma směry, nicméně všechny populace mají v reálném světě konečnou velikost. Proto v přírodě zákonitě dochází k tomu, že frekvence určité alely daného genu dosáhne 100 % („zafixuje“ se) a ostatní alely v populaci vymizí.
Obecně lze předpokládat, že jeho účinek je nepřímo úměrný tzv. efektivní velikosti populace (Ne). Jedná se o idealizovaný model populace, která se chová určitým předvídatelnějším způsobem, než reálné populace organismů na Zemi. Účinek driftu se zvyšuje tehdy:
- má-li populace malou velikost (nízký počet jedinců)
- není-li vyrovnaný poměr samců a samic v populaci
- kolísá-li velikost populace v průběhu času
- nepřekrývají-li se generace
- existují-li v rámci populace tzv. subpopulace, které s ostatními vyměňují geny jen málo

Přestože je jeho význam v reálných populacích, které běžně označujeme za panmiktické, z krátkodobého hlediska nevýznamný, v dlouhodobém horizontu se může tento vliv kumulovat natolik, že získá enormní význam. Dále se také genetický drift (společně s efektem hrdla lahve) může prosadit v případě, že dojde ke kolonizaci nového území několika jedinci třebas velké populace.
Genetický drift působí na všechny alely, nicméně absolutní je jeho vliv u tzv. selekčně neutrálních alel, které nemají projev ve fenotypu, respektive nějaký projev ve fenotypu mají, ale ten není selektován (je selekčně a evolučně bezvýznamný). U alel, které selektovány jsou, je jeho působení směrováno selekčními tlaky, které jsou přímo úměrné prospěšnosti selektovaného znaku.

## Spory o význam driftu
Spor o význam genetického driftu pro evoluci souvisí s představami a spory evolučních biologů o to, jaký je poměr selekčně neutrálních a selekčně významných mutací. V tomto ohledu lze rozlišit stoupence dvou skupin: tzv. (klasické) selekcionisty, kteří zastávají názor, že neutrálních mutací je velmi málo a vliv genetického driftu považují za minoritní (vyjma některých výjimečných okolností), a neutralisty (s orientací blízkou molekulární biologii), kteří naopak tvrdí, že neutrálních mutací je většina a že genetický drift má tedy majoritní vliv na evoluci.